# Prepositionsattribut
Prepositionsattribut är en prepositionsfras som utgör en bestämning till - vanligen - ett substantiv i en nominalfras. I till exempel Huset på kullen är grönt är "på kullen" prepositionsattribut. Det beskriver alltså i detta fall var någonting befinner sig. Attributet kan också vara starkt styrt, alltså betingat av huvudordets valens. I så fall är huvudordet oftast avlett genom nominalisering; ex.: hopp om fred. Ibland kan endast betydelsen avgöra vilken typ av prepositionsattribut det är fråga om; jfr följande konstruktioner: mordet på NK - mordet på Anna Lindh. Huvudordet kan också ange agenten till en handling, till exempel uppfinnaren av ångmaskinen.
Om substantivet i prepositionsattributet är ett verbalnomen (eller ord med liknande betydelse) anger huvudordet ofta en omständighet till den i attributet uttryckta situationen, till exempel platsen för mordet, orsaken till krisen. Huvudordet i fråga kan expliceras i satser av typen Platsen för mordet var NK.
Alternativa uttrycksformer är genitivattribut, till exempel ångmaskinens uppfinnare, och förled i sammansättning, till exempel mordplatsen.